# Davit Skhirtladze
Davit Skhirtladze né le 16 mars 1993 à Tbilissi, est un footballeur géorgien. Il évolue au poste d'attaquant.

## Carrière

### En club
Les dirigeants du AGF Århus annoncent en novembre 2015 que Davit Skhirtladze quittera prochainement le club en raison de son faible temps de jeu. Il s'engage avec le Silkeborg IF pour une durée d'un an et demi lors du mercato d'hiver 2016.

### En sélection
Il honore sa première sélection le 5 septembre 2016 lors d'un match contre l'Autriche perdu deux buts à un.

## Statistiques
| Saison                | Club                  | Championnat           | Championnat | Championnat | Coupe(s) nationale(s) | Coupe(s) nationale(s) | Compétition(s) continentale(s) | Compétition(s) continentale(s) | Compétition(s) continentale(s) | Géorgie | Géorgie | Total | Total |
| Saison                | Club                  | Division              | M.          | B.          | M.                    | B.                    | Comp.                          | M.                             | B.                             | M.      | B.      | M.    | B.    |
| 2011-2012             | AGF Århus             | Superliga             | 14          | 0           | 2                     | 0                     | -                              | -                              | -                              | -       | -       | 16    | 0     |
| 2012-2013             | AGF Århus             | Superliga             | 20          | 2           | 1                     | 0                     | C3                             | 1                              | 0                              | -       | -       | 22    | 2     |
| 2013-2014             | AGF Århus             | Superliga             | 13          | 0           | 3                     | 1                     | -                              | -                              | -                              | -       | -       | 16    | 1     |
| 2014-2015             | AGF Århus             | 1. Division           | 18          | 3           | 2                     | 0                     | -                              | -                              | -                              | -       | -       | 20    | 3     |
| 2015-2016             | AGF Århus             | Superliga             | 6           | 0           | 2                     | 1                     | -                              | -                              | -                              | -       | -       | 8     | 1     |
| Sous-total            | Sous-total            | Sous-total            | 71          | 5           | 10                    | 2                     | -                              | 1                              | 0                              | -       | -       | 82    | 7     |
| 2015-2016             | Silkeborg IF          | 1. Division           | 13          | 6           | -                     | -                     | -                              | -                              | -                              | -       | -       | 13    | 6     |
| 2016-2017             | Silkeborg IF          | Superliga             | 30          | 7           | 1                     | 0                     | -                              | -                              | -                              | 3       | 0       | 34    | 7     |
| Sous-total            | Sous-total            | Sous-total            | 43          | 13          | 1                     | 0                     | -                              | -                              | -                              | 3       | 0       | 47    | 13    |
| Total sur la carrière | Total sur la carrière | Total sur la carrière | 114         | 18          | 11                    | 2                     | -                              | 1                              | 0                              | 3       | 0       | 129   | 20    |